# Капеліні
Капелі́ні (італ. capellini [kapelˈliːni], дос. «маленькі волоски») — дуже тонкий сорт італійської пасти, діаметром від 0,85 до 0,92 мм. Як і спагеті, він має паличкоподібну форму, у вигляді довгих пасм.
Капелі д'Анджело (італ. capelli d'angelo [ka ˈpelli ˈdandʒelo], дос. «ангельське волосся») — тонший варіант діаметром від 0,78 до 0,88 мм. Часто його продають у формі, що нагадує гніздо. Капелі д'Анджело популярний в Італії щонайменше з XIV століття. Як дуже легка паста, вона чудово поєднується з супами або з морепродуктами або легкими соусами.

## Дивитися також
- Італійська кухня
- Вермішель